# Falco cenchroides
Falco cenchroides е вид дневна граблива птица от семейство Соколови. Дребен сокол, с дължина на тялото 31—35 cm.
Разпространен е в Австралия, Нова Гвинея и околните острови, и като случаен посетител в Нова Зеландия. Обитава открити пространства с тревна и храстова растителност и редки гори.